# Isopterygium affusum
Isopterygium affusum är en bladmossart som beskrevs av Mitten 1869. Isopterygium affusum ingår i släktet Isopterygium och familjen Hypnaceae. Inga underarter finns listade i Catalogue of Life.